# 오스만 바투르
오스만 바투르(카자흐어: Оспан батыр, 중국어: 烏斯滿·巴圖爾, 몽골어: Осман дээрэмчин, 1899년~1951년 4월 29일)는 알타이산맥에서 활동한 카자흐족의 군사 지도자였다. 그는 카자흐족의 개인 군대를 이끌었고, 중화민국의 민족주의 세력뿐만 아니라 소련의 지원을 받는 동튀르키스탄 제2공화국과 함께 싸웠다.

## 생애
그는 1899년 알타이(중국 신장 위구르 자치구 아러타이 지구 푸윈현) 쾨크토가이 지역의 옹디르카라에서 오스만 이슬라물리로 태어났으며, '바투르'는 '용감한'을 뜻하는 존칭이다. 그는 알타이 카자흐족 출신의 중산층 농부 이슬람 베이의 아들이다. 그 유목민 카자흐족은 그의 삶을 살며 자랐다. 10살 이전에 승마를 잘하고 사냥의 달인이었던 오스만 바투르는 12살 때 함께 복무한 카자흐족인 뵈케 바투르에게 무술을 배웠다. 보케 보케 바투린 바투린은 40세의 나이에 튀르키예 생가에 도착하려다 붙잡힌 목이 잘린 후 티베트에서 중국인들에게 패배했다. 1940년, 중국 정부가 압력을 높이자, 그는 총을 들고 혼자 산으로 갔다. 그는 1951년 4월 29일 우루무치에서 처형될 때까지 혼자 시작한 투쟁을 계속했다.
오스만은 1941년에 중국과 러시아로부터 모든 알타이 땅과 동튀르키스탄을 해방시키는 것을 목표로 중국과 러시아에 대항하는 투쟁을 시작했다. 제2차 세계 대전 동안 동튀르키스탄에서 튀르크인들에 대한 압력이 증가하면서, 반동 운동은 힘을 얻어 오스만 바투르의 부상을 위한 기반을 마련했다.
중국군으로부터 알타이를 청소하기 시작한 오스만 바투르는 1943년 목표에 도달한 것으로 보인다. 1943년 7월 22일 불군에서 거행된 의식으로 오스만 바투르 알타이 카자흐인의 여관이 선포되었다. 1945년까지 동튀르키스탄의 몇몇 도시들을 제외하고는, 지배권은 튀르키예인들에게 넘어갔다. 상황이 중국인들에게 견딜 수 없고 위험해졌을 때, 중국군은 그 지역에서 가혹하고 격렬한 작전을 수행했다. 타르가바타이와 알타이에서 쫓겨난 오스만 바투르는 3만 명의 사람들과 싸우기 시작했지만, 1950년까지 이 숫자는 대략 4천 명이었다. 알리베크 하킴과 그의 동지들 사이에도 투쟁이 있었다.
1951년 카남발에 갇힌 오스만 바투르는 붙잡혀 우루무치로 끌려갔다.
신장에서 그는 중화인민공화국에 대항하여 카자흐족 국민들을 이끌었다. 그는 하미(신장 동부)에서 붙잡혔고 1951년 4월 29일 우루무치에서 유통되어 처형되었다. 그의 아이들은 중국인들에게 붙잡혀 고문당하고 살해당했고 그의 아내는 이로 인해 정신을 잃고 빠르게 흐르는 강으로 뛰어들었다. 그가 죽은 후 많은 추종자들이 히말라야산맥 너머로 도망쳤다. 그 후 그들은 튀르키예로 공수되어 그곳에서 살았다.